# Прато Невозо (Кунео)
Прато Невозо је скијалиште у сјеверној Италији у округу Кунео, региону Пијемонт.
Према процјени из 2011. у насељу је живјело 117 становника. Насеље се налази на надморској висини од 1552 м.

## Историја
Историја Прато Невозоа као одмаралишта датира из раних 1960-их, када је група предузетника из Лигурије одлучила да оснује одмаралиште лако доступно из Ђенове и Торина.
Брза изградња и почетне ниске цијене подстакле су развој туризма, као и присуство ауто-пута А6 Торино—Савона, који је повећан током 1990-их. Брза изградња није пратила ниједан принцип урбаног програма и зграде су изграђене у потпуној архитектонској анархији.
Име значи Пашњак снијега. На исти начин као у Шкотској Бен Невис — Планина снијега.

## Ђиро д’Италија
Упоредо са зимским спортовима, Прато Невозо је популаран у бициклизму и био је домаћин циља три етапе на Ђиро д’Италији. Павел Тонков и Стефано Гарцели су побиједили 1996. и 2000, док је Прато Невозо био циљ 18 етапе Ђиро д’Италије 2018, успон је  дуг 13,9 km, са просјечним нагибом 7%; победио је Максимилијан Шахман.
| Година | Етапа | Старт етапе  | Дистанца (km) | Побједник етапе     | Лидер трке           |
| ------ | ----- | ------------ | ------------- | ------------------- | -------------------- |
| 2018.  | 18    | Абијатеграсо | 196           | Максимилијан Шахман | Сајмон Јејтс         |
| 2000.  | 18    | Ђенова       | 176           | Стефано Гарцели     | Франческо Касагранде |
| 1996.  | 13    | Лоано        | 115           | Павел Тонков        | Павел Тонков         |

## Тур де Франс
Град је био домаћин етапе Тур де Франса 20. јула 2008. Циљ је био успон прве категорије, 11,4 km успона са просјечним нагибом 6,9%.
| Година | Етапа | Старт етапе | Дистанца (km) | Побједник етапе | Лидер трке |
| ------ | ----- | ----------- | ------------- | --------------- | ---------- |
| 2008.  | 15    | Ембрун      | 183           | Сајмон Геранс   | Френк Шлек |